# Yasmin Paige
Yasmin Paige (nacida en Londres, Reino Unido, 24 de junio de 1991), es una actriz británica, más conocida por su papel de Jordana en la película Submarine y por su papel de Maria Jackson en la serie Las aventuras de Sarah Jane.

## Biografía
Paige nació en el seno de una familia judía en Londres. Hizo su debut profesional a la edad de 12 años en la película Wondrous Oblivion y en 2007 fue elegida para el papel de Maria Jackson en la serie de ciencia ficción The Sarah Jane Adventures, un spin-off de la longeva serie Doctor Who. Sin embargo, Paige dejó la serie después de la primera temporada para seguir con sus estudios.
Más tarde, Paige apareció en la película Ballet Shoes, en la que interpreta a uno de los personajes principales, y coprotagonizó junto al actor Craig Roberts la película Submarine. En febrero y marzo de 2012, Paige actuó junto a Beth Mitchell en la comedia Pramface. Regresó a este papel para la segunda temporada en 2013.
Recientemente ha aparecido como Nicki en el drama de Channel 4 Spoof or Die, que se emitió el 30 de julio de 2012.

## Filmografía

### Televisión
| Año     | Título                    | Papel         | Canal     | Notas                                                            |
| ------- | ------------------------- | ------------- | --------- | ---------------------------------------------------------------- |
| Unknown | Bed & Breakfast Star      | Elsa          | BBC       |                                                                  |
| Unknown | The Search                | Niña perdida  | BBC       |                                                                  |
| 2003    | Keen Eddie                | April Kinney  | Fox       | Episodio: "Eddie Loves Baseball"                                 |
| 2004    | The Mysti Show            | Abi           | BBC One   | Todos los episodios de la primera temporada y algunas de la doa. |
| 2004    | The Last Detective        | Katy Berisha  | ITV1      | Episodio: "Dangerous and the Lonely Hearts"                      |
| 2004    | Doctors                   | Kerry Barclay | BBC One   | Episodio: "Look Both Ways"                                       |
| 2005    | The Golden Hour           | Cherry Dean   | ITV1      | 1 episodio                                                       |
| 2007    | The Sarah Jane Adventures | Maria Jackson | CBBC      | Todos los episodios de la primera temp.                          |
| 2007    | My Life as a Popat        | Lucy Miesels  | ITV1      | Episodio: "Ghost"                                                |
| 2007    | Secret Life               | Michaela      | Channel 4 |                                                                  |
| 2008    | The Sarah Jane Adventures | Maria Jackson | CBBC      | 2 episodios                                                      |
| 2009    | Murderland                | Jessica       | ITV1      | 3 episodios                                                      |
| 2012 -  | Pramface                  | Beth Mitchell | BBC Three | Serie 1 a 3                                                      |
| 2014    | Glue                      | Ruth          | ITV1      | reparto principal                                                |

### Cine
| Año  | Título                                 | Papel                |
| ---- | -------------------------------------- | -------------------- |
| 2000 | Z                                      | Princesa Sara        |
| 2001 | The Others                             | Dama de honor        |
| 2003 | Wondrous Oblivion                      | Liliana              |
| 2003 | Second Nature                          | Ibrahim's Daughter   |
| 2004 | Tooth                                  | Tooth                |
| 2005 | The Keeper: The Legend of Omar Khayyam | Joven Darya          |
| 2006 | True True Lie                          | Joven Dana           |
| 2007 | I Could Never Be Your Woman            | Melanie              |
| 2007 | Ballet Shoes                           | Petrova Fossil       |
| 2010 | Submarine                              | Jordana Bevan        |
| 2013 | The Double                             | Melanie Papadopoulos |
| 2015 | Chicken                                | Annabell             |